# 海南黄檀
海南黄檀（学名：Dalbergia hainanensis）为豆科黄檀属下的一个种。其种加词“hainanensis”意为“海南的”。